# Klöverharu flyen
Klöverharu flyen är en ö nära Knivskär i Nagu,  Finland.   Den ligger i Pargas stad i den ekonomiska regionen  Åboland  och landskapet Egentliga Finland. Ön ligger omkring 2 kilometer sydväst om Knivskär, omkring 22 kilometer söder om Nagu kyrka,  53 kilometer söder om Åbo och 170 km väster om Helsingfors. Närmaste allmänna förbindelse är förbindelsebryggan vid Knivskär som trafikeras av M/S Nordep.
I södra Åboland finns flera grund som heter något på fly-, bland dem Håkonskärs flyen, Flyan och Flyorna. Namnen antas ha ett samband med ordet flyta. Olof Rudbeck d.ä. uppgav år 1698 att "De Flotholmarna som liggia och simma uti Insiögar, kallas Fly". 